# Singapore op de Olympische Zomerspelen 2020
Singapore nam deel aan de Olympische Zomerspelen 2020 in Tokio, Japan.

## Atleten
| sport          | mannen | vrouwen | totaal |
| -------------- | ------ | ------- | ------ |
| Atletiek       | 0      | 1       | 1      |
| Badminton      | 1      | 1       | 2      |
| Gymnastiek     | 0      | 1       | 1      |
| Paardensport   | 0      | 1       | 1      |
| Roeien         | 0      | 1       | 1      |
| Schermen       | 0      | 2       | 2      |
| Schietsport    | 0      | 1       | 1      |
| Schoonspringen | 1      | 1       | 2      |
| Tafeltennis    | 1      | 3       | 4      |
| Zeilen         | 1      | 3       | 4      |
| Zwemmen        | 2      | 2       | 4      |
| totaal         | 6      | 17      | 23     |

## Deelnemers en resultaten

### Atletiek
Singapore ontving een universitaliteitsplaats van World Athletics om een vrouwelijke atleet naar de Olympiade te sturen.
Vrouwen
Loopnummers
| atlete                  | onderdeel | series   | series | kwartfinale | kwartfinale | halve finale   | halve finale   | finale         | finale         |
| atlete                  | onderdeel | tijd     | rang   | tijd        | rang        | tijd           | rang           | tijd           | rang           |
| ----------------------- | --------- | -------- | ------ | ----------- | ----------- | -------------- | -------------- | -------------- | -------------- |
| Veronica Shanti Pereira | 200 m     | 23,96 SB | 6      | n.v.t.      | n.v.t.      | niet geplaatst | niet geplaatst | niet geplaatst | niet geplaatst |

### Badminton
Mannen
| atleet       | onderdeel | groepsfase                 | groepsfase                         | groepsfase           | groepsfase | eliminatie           | kwartfinale          | halve finale         | finale / BM          | finale / BM |
| atleet       | onderdeel | tegenstander uitslag       | tegenstander uitslag               | tegenstander uitslag | rang       | tegenstander uitslag | tegenstander uitslag | tegenstander uitslag | tegenstander uitslag | rang        |
| ------------ | --------- | -------------------------- | ---------------------------------- | -------------------- | ---------- | -------------------- | -------------------- | -------------------- | -------------------- | ----------- |
| Loh Kean Yew | enkelspel | A Mahmoud W (21–15, 21–12) | J Christie V (20-22, 21-13, 18-21) | n.v.t.               | 2          | niet geplaatst       | niet geplaatst       | niet geplaatst       | niet geplaatst       | 15          |

Vrouwen
| atlete      | onderdeel | groepsfase               | groepsfase               | groepsfase           | groepsfase | eliminatie           | kwartfinale          | halve finale         | finale / BM          | finale / BM |
| atlete      | onderdeel | tegenstander uitslag     | tegenstander uitslag     | tegenstander uitslag | rang       | tegenstander uitslag | tegenstander uitslag | tegenstander uitslag | tegenstander uitslag | rang        |
| ----------- | --------- | ------------------------ | ------------------------ | -------------------- | ---------- | -------------------- | -------------------- | -------------------- | -------------------- | ----------- |
| Yeo Jia Min | enkelspel | H Gaitan W (21–7, 21–10) | Kim G-e V (13-21, 14-21) | n.v.t.               | 2          | niet geplaatst       | niet geplaatst       | niet geplaatst       | niet geplaatst       | 15          |

### Gymnastiek

#### Turnen
Vrouwen
| atlete     | onderdeel | kwalificatie | kwalificatie | finale         | finale         |
| atlete     | onderdeel | punten       | rang         | punten         | rang           |
| ---------- | --------- | ------------ | ------------ | -------------- | -------------- |
| Tan Sze En | balk      | 11,033       | 84           | niet geplaatst | niet geplaatst |
| Tan Sze En | vloer     | 11,833       | 75           | niet geplaatst | niet geplaatst |

### Paardensport

#### Dressuur
Aangezien Nieuw-Zeeland zich terugtrok uit de competitie en Maleisië niet voldeed aan de minimale vereisten, ontving Singapore een uitnodiging van de FEI om een dressuurruiter af te vaardigen naar de Spelen. Zij waren op dat moment het op één na hoogste gerangschikte land binnen de individuele FEI Olympische Ranking in groep G (Zuidoost-Azië en Oceanië). Dit betekende het Olympische Debuut voor het land in deze discipline.
| ruiter        | paard   | onderdeel   | Grand Prix | Grand Prix | Grand Prix Special | Grand Prix Special | Grand Prix Freestyle | Grand Prix Freestyle | totaal         | totaal         |
| ruiter        | paard   | onderdeel   | score      | rang       | score              | rang               | technisch            | artistiek            | uitslag        | rang           |
| ------------- | ------- | ----------- | ---------- | ---------- | ------------------ | ------------------ | -------------------- | -------------------- | -------------- | -------------- |
| Caroline Chew | Tribani | individueel | EL         | EL         | n.v.t.             | n.v.t.             | niet geplaatst       | niet geplaatst       | niet geplaatst | niet geplaatst |

### Roeien
Vrouwen
| atlete   | onderdeel | series  | series | herkansingen | herkansingen | kwartfinale | kwartfinale | halve finale | halve finale | finale  | finale |
| atlete   | onderdeel | tijd    | rang   | tijd         | rang         | tijd        | rang        | tijd         | rang         | tijd    | rang   |
| -------- | --------- | ------- | ------ | ------------ | ------------ | ----------- | ----------- | ------------ | ------------ | ------- | ------ |
| Joan Poh | skiff     | 8.31,12 | 6 H    | 8.40,06      | 4 HE/F       | bye         | bye         | 8.47,77      | 3 FE         | 8.21,23 | 28     |

Legenda: FA=finale A (medailles); FB=finale B (geen medailles); FC=finale C (geen medailles); FD=finale D (geen medailles); FE=finale E (geen medailles); FF=finale F (geen medailles); HA/B=halve finale A/B; HC/D=halve finale C/D; HE/F=halve finale E/F; KF=kwartfinale; H=herkansing

### Schermen
Vrouwen
| atlete         | onderdeel | eerste ronde         | tweede ronde         | derde ronde          | kwartfinale          | halve finale         | finale / BM          | finale / BM    |
| atlete         | onderdeel | tegenstander uitslag | tegenstander uitslag | tegenstander uitslag | tegenstander uitslag | tegenstander uitslag | tegenstander uitslag | rang           |
| -------------- | --------- | -------------------- | -------------------- | -------------------- | -------------------- | -------------------- | -------------------- | -------------- |
| Kiria Tikanah  | degen     | Coco L Y-h W 15 - 11 | Popescu V 10 - 15    | niet geplaatst       | niet geplaatst       | niet geplaatst       | niet geplaatst       | niet geplaatst |
| Amita Berthier | floret    | bye                  | Kiefer V 4 - 15      | niet geplaatst       | niet geplaatst       | niet geplaatst       | niet geplaatst       | niet geplaatst |

### Schietsport
Vrouwen
| atlete    | onderdeel        | kwalificaties | kwalificaties | finale         | finale         |
| atlete    | onderdeel        | punten        | rang          | punten         | rang           |
| --------- | ---------------- | ------------- | ------------- | -------------- | -------------- |
| Adele Tan | 10 m luchtgeweer | 625,3         | 21            | niet geplaatst | niet geplaatst |

### Schoonspringen
Mannen
| atleet        | onderdeel  | series | series | halve finale   | halve finale   | finale         | finale         |
| atleet        | onderdeel  | punten | rang   | punten         | rang           | punten         | rang           |
| ------------- | ---------- | ------ | ------ | -------------- | -------------- | -------------- | -------------- |
| Jonathan Chan | 10 m toren | 311,15 | 26     | niet geplaatst | niet geplaatst | niet geplaatst | niet geplaatst |

Vrouwen
| atleet     | onderdeel  | series | series | halve finale   | halve finale   | finale         | finale         |
| atleet     | onderdeel  | punten | rang   | punten         | rang           | punten         | rang           |
| ---------- | ---------- | ------ | ------ | -------------- | -------------- | -------------- | -------------- |
| Freida Lim | 10 m toren | 215,90 | 30     | niet geplaatst | niet geplaatst | niet geplaatst | niet geplaatst |

### Tafeltennis
Mannen
| atlete        | onderdeel | voorronde            | eerste ronde         | tweede ronde         | derde ronde          | vierde ronde         | kwartfinale          | halve finale         | finale / BM          | finale / BM    |
| atlete        | onderdeel | tegenstander uitslag | tegenstander uitslag | tegenstander uitslag | tegenstander uitslag | tegenstander uitslag | tegenstander uitslag | tegenstander uitslag | tegenstander uitslag | rang           |
| ------------- | --------- | -------------------- | -------------------- | -------------------- | -------------------- | -------------------- | -------------------- | -------------------- | -------------------- | -------------- |
| Clarence Chew | enkelspel | bye                  | Diaw W 4 - 2         | Habesohn V 1 - 4     | niet geplaatst       | niet geplaatst       | niet geplaatst       | niet geplaatst       | niet geplaatst       | niet geplaatst |

Vrouwen
| atlete                        | onderdeel | voorronde            | eerste ronde         | tweede ronde         | derde ronde          | vierde ronde         | kwartfinale          | halve finale         | finale / BM          | finale / BM    |
| atlete                        | onderdeel | tegenstander uitslag | tegenstander uitslag | tegenstander uitslag | tegenstander uitslag | tegenstander uitslag | tegenstander uitslag | tegenstander uitslag | tegenstander uitslag | rang           |
| ----------------------------- | --------- | -------------------- | -------------------- | -------------------- | -------------------- | -------------------- | -------------------- | -------------------- | -------------------- | -------------- |
| Feng Tianwei                  | enkelspel | bye                  | bye                  | bye                  | Xiao W 4 - 1         | Ying V 1 - 4         | niet geplaatst       | niet geplaatst       | niet geplaatst       | niet geplaatst |
| Yu Mengyu                     | enkelspel | bye                  | bye                  | Shao W 4 - 0         | Cheng W 4 - 0        | Liu W 4 - 2          | Ishikawa W 4 - 1     | Cheng V 0 - 4        | Ito V 1 - 4          | 4              |
| Feng Tianwei Lin Ye Yu Mengyu | team      | n.v.t.               | n.v.t.               | n.v.t.               | n.v.t.               | Frankrijk W 3 - 0    | China V 0 - 3        | niet geplaatst       | niet geplaatst       | niet geplaatst |

### Zeilen
Mannen
| atlete  | onderdeel | race | race | race | race | race | race | race | race | race | race | race   | race   | race           | netto punten | eindnotering |
| atlete  | onderdeel | 1    | 2    | 3    | 4    | 5    | 6    | 7    | 8    | 9    | 10   | 11     | 12     | M              | netto punten | eindnotering |
| ------- | --------- | ---- | ---- | ---- | ---- | ---- | ---- | ---- | ---- | ---- | ---- | ------ | ------ | -------------- | ------------ | ------------ |
| Ryan Lo | laser     | 18   | 15   | 6    | 28   | 21   | 24   | 22   | UFD  | 22   | 2    | n.v.t. | n.v.t. | niet geplaatst | 158          | 21           |

Vrouwen
| atlete                   | onderdeel | race | race | race | race | race | race | race | race | race | race | race | race | race           | netto punten | eindnotering |
| atlete                   | onderdeel | 1    | 2    | 3    | 4    | 5    | 6    | 7    | 8    | 9    | 10   | 11   | 12   | M              | netto punten | eindnotering |
| ------------------------ | --------- | ---- | ---- | ---- | ---- | ---- | ---- | ---- | ---- | ---- | ---- | ---- | ---- | -------------- | ------------ | ------------ |
| Amanda Ng                | RS:X      | 22   | 17   | 20   | 25   | 26   | 27   | 26   | 26   | 23   | 26   | 24   | 25   | niet geplaatst | 260          | 26           |
| Kimberly Lim Cecilia Low | 49erFX    | 12   | 12   | 11   | 15   | 15   | 13   | 3    | 2    | 7    | 8    | 1    | 13   | 20             | 117          | 10           |

### Zwemmen
Mannen
| atleet           | onderdeel         | series  | series | halve finale   | halve finale   | finale         | finale         |
| atleet           | onderdeel         | tijd    | rang   | tijd           | rang           | tijd           | rang           |
| ---------------- | ----------------- | ------- | ------ | -------------- | -------------- | -------------- | -------------- |
| Joseph Schooling | 100 m vrije slag  | 49,84   | 39     | niet geplaatst | niet geplaatst | niet geplaatst | niet geplaatst |
| Joseph Schooling | 100 m vlinderslag | 53,12   | 44     | niet geplaatst | niet geplaatst | niet geplaatst | niet geplaatst |
| Quah Zheng Wen   | 100 m vlinderslag | 52,39   | 34     | niet geplaatst | niet geplaatst | niet geplaatst | niet geplaatst |
| Quah Zheng Wen   | 200 m vlinderslag | 1.56,42 | 22     | niet geplaatst | niet geplaatst | niet geplaatst | niet geplaatst |
| Quah Zheng Wen   | 100 m rugslag     | 53,94   | 22     | niet geplaatst | niet geplaatst | niet geplaatst | niet geplaatst |

Vrouwen
| atleet        | onderdeel             | series | series | halve finale   | halve finale   | finale         | finale         |
| atleet        | onderdeel             | tijd   | rang   | tijd           | rang           | tijd           | rang           |
| ------------- | --------------------- | ------ | ------ | -------------- | -------------- | -------------- | -------------- |
| Quah Ting Wen | 50 m vrije slag       | 26,16  | 40     | niet geplaatst | niet geplaatst | niet geplaatst | niet geplaatst |
| Quah Ting Wen | 100 m vrije slag      | 56,36  | 36     | niet geplaatst | niet geplaatst | niet geplaatst | niet geplaatst |
| Chantal Liew  | 10km openwaterzwemmen | n.v.t. | n.v.t. | n.v.t.         | n.v.t.         | 2.08.17,9      | 23             |